# 教堂门
教堂门（马拉地语：चर्चगेट，英语：Churchgate）是孟买南区的一个区域，以著名的教堂门站著称。

1930年代的教堂门站

“教堂门”（Church Gate）是英国在孟买炮台区建造的三座主大门之一，因直接通往圣多马座堂而得名。大门位于Flora喷泉处，在16世纪作为孟买的南部边界。该门在1863年拆除，原址附近建成教堂门火车站。

## 区域
教堂门基本上是一个商业区。许多事务所与银行都位于距离教堂门咫尺之遥的地方。该市的最主要商业区Nariman Point距此仅有1千米。教堂门的西部是海滨大道区域。 

## 教育机构
教堂门附近有大量教育机构。 
1. 孟买大学
2. Jamnalal Bajaj 管理研究协会：印度最好的商业学校之一
3. Jai Hind 学院：成立于1948年，印度分治后由迁移来此的巴基斯坦信德人长老创办。该学院最初只有一个房间，允许从上午7时到10时使用
4. K.C. 学院: 成立于1954年
5. H R 学院:
6. Sydenham 学院：亚洲最古老的商学院，1913年由当时孟买市长Lord Sydenham创办。
7. 政府法学院
8. 孟加拉女子中学
9. SNDT 女子大学
10. Nirmala Niketan
11. Indo-German 培训中心 (IGTC):

## 体育设施
1. Wankhede Cricket Stadium
2. Mahindra Hockey Stadium
3. Brabourne Stadium
4. Oval Maidan

1. ↑  . memumbai.com.   [2023-06-13]. （原始内容存档于2023-06-13）.
2. ↑  . Wikimedia.org. 14 July 2018  [14 July 2018] （英语）.